# Théâtre romain de Soissons
Le théâtre romain de Soissons est un monument de spectacles construit dans la seconde moitié du Ier siècle dans Augusta Suessionum, chef-lieu de la civitas des Suessiones et qui devient par la suite Soissons.
Progressivement démantelé à partir du IIIe siècle, il ne se signale plus que par une anomalie de relief dans le parc d'un lycée. Il est classé monument historique depuis 1875.

## Localisation

OpenStreetMap Localisation du théâtre.

Le théâtre est situé au sud de la ville antique, appuyé contre le relief de la colline Saint-Jean. Il se développe non loin d'une voie antique pouvant relier Soissons à Durocortorum (Reims).
Dans la ville moderne de Soissons, le théâtre est enfoui dans la cour et le parc du lycée Saint-Rémy, son mur de scène étant sensiblement perpendiculaire à la rue du Théâtre romain.

## Description

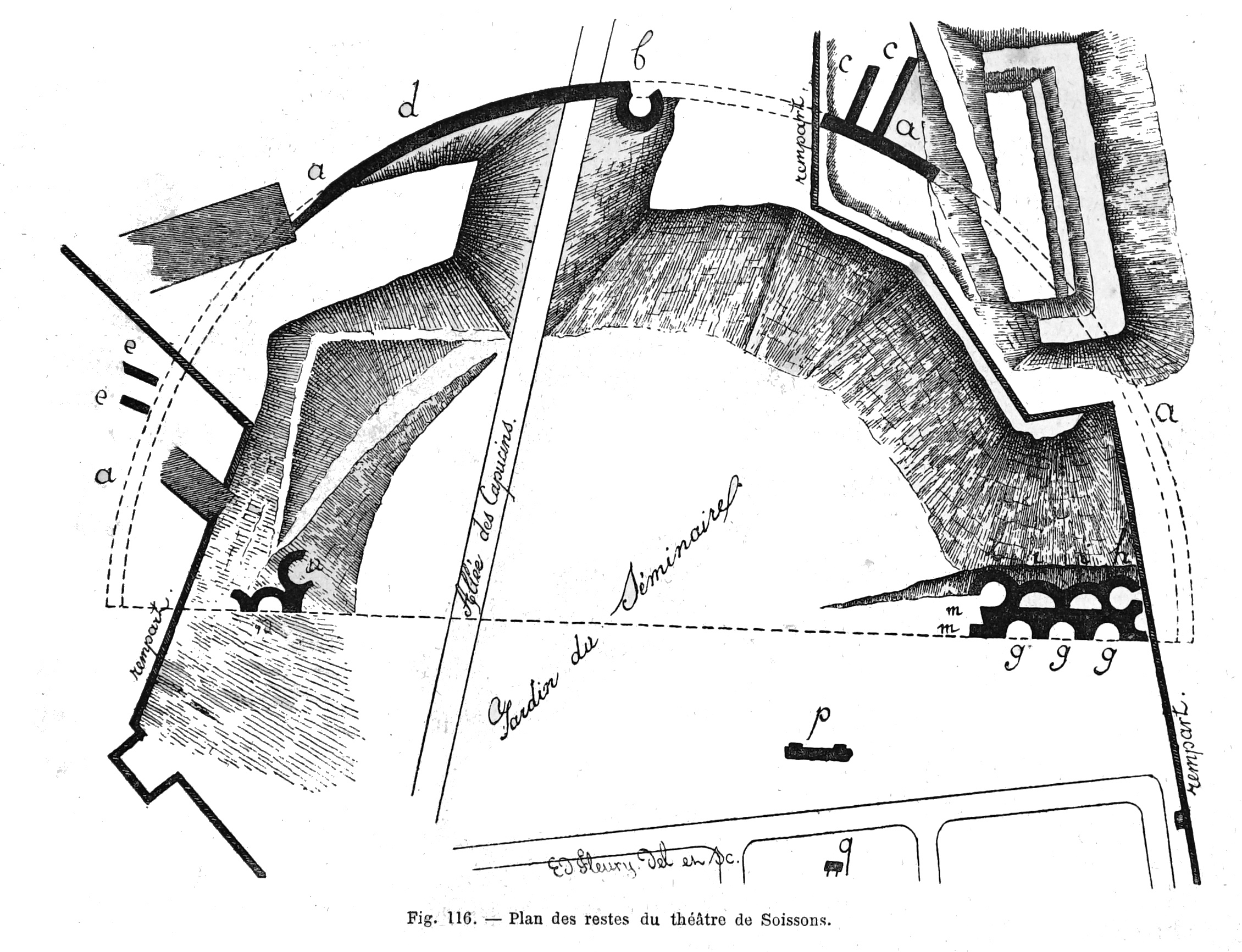
Relevé des vestiges par Édouard Fleury.

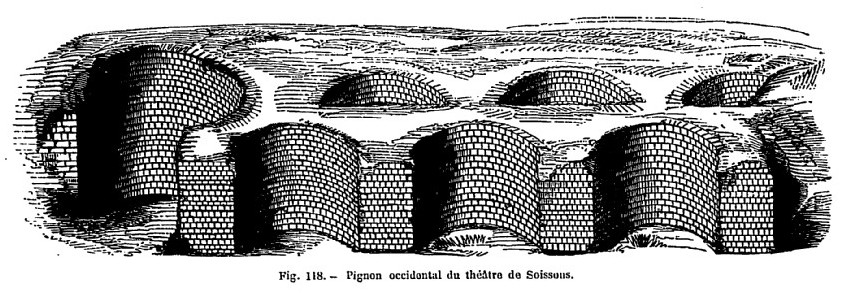
Dessin des contreforts de la façade.

Le diamètre de la cavea est de 144 m, soit 4 m de moins que le théâtre romain d'Autun, plus grand théâtre en France selon l'état des connaissances ; sa hauteur est évaluée à 12 m. Tous les murs sont parementés en petit appareil. Des séries de contreforts en demi-lune, au niveau des deux extrémités de la façade, contribuent à contenir la poussée des structures du théâtre. Tout le dispositif scénique a disparu, mais des structures attribuables au pulpitum permettent de proposer une scène de la même largeur que la cavea, un bâtiment de scène profond de 12  à   15 m.
Albert Grenier propose une construction du théâtre dans la seconde moitié du Ier siècle.
Le monument est dès le IIIe siècle l'objet de la récupération de ses pierres, notamment celles de la façade, entièrement démantelée, pour édifier l'enceinte du Bas-Empire de la ville. Il est possible que l'église Saint-Pierre-au-Parvis utilise en remploi des matériaux provenant des ruines du théâtre.

## Études et vestiges
Des « ruines romaines » sont évoquées sur la colline au XVIe siècle, interprétées soit comme un ouvrage de fortification, soit comme un temple. Au XVIIe siècle, la construction, sur le site du théâtre, du grand séminaire de Soissons met au jour les premiers vestiges d'un théâtre identifié comme tel au début du XIXe siècle. Aucune campagne importante de fouilles n'a lieu depuis les études menées dans les années 1840 par Jules de La Prairie et les élèves du grand séminaire. Dans les années 2010, une campagne de prospection géophysique permet d'établir un plan plus précis du monument et de découvrir que d'anciennes caves réutilisent les murs des gradins.
L'édifice est classé monument historique par la liste de 1875.
Aucun vestige du théâtre ne subsiste en élévation hors-sol ; sa présence se signale par une colline en demi-lune qui matérialise l'emprise de la cavea. Une association assure des visites guidées du site.

## Pour approfondir